# Miss Universe Latina, el reality
Miss Universe Latina, el reality fue un concurso de belleza de telerrealidad estadounidense en el que treinta concursantes compitieron por el título de Miss Universe Latina y representar a los hispanos y latinos estadounidenses en el 74.º certamen de Miss Universo. El programa se estrenó a través de Telemundo el 3 de junio de 2025.
El 21 de julio de 2025, Yamilex Hernández, de República Dominicana, fue coronada ganadora, obteniendo 100.000 dólares como recompensa y el primer título de «Miss Universe Latina».

## Formato
Treinta participantes vivieron en una mansión y se enfrentaron a una serie de retos para demostrar el potencial que tenían para participar en la 74.ª edición de Miss Universo. Estuvieron divididas en dos equipos dirigidos por dos ex Miss Universo, Alicia Machado y Zuleyka Rivera, quienes las asesoraban y guiaban con base en sus propias experiencias. Machado fue la capitana del Equipo Esmeralda, mientras que Rivera fue la capitana del Equipo Rubí. Con la ayuda del voto del público, los jueces decidieron semana a semana quién permanecía en el concurso aspirando a ser nombrada Miss Universo Latina.

## Producción
En mayo de 2013, Telemundo anunció a Miss Latina Universo en su evento del up-front para la temporada en televisión 2013-2014. El programa estaba previsto para estrenarse el 15 de junio de 2014 en y durar varias semanas, con la ganadora compitiendo en Miss Universo 2014.  Rashel Díaz y Raúl González serían los conductores. El programa se pospuso indefinidamente el 9 de junio de 2014.
El 16 de noviembre de 2024 se anunció que Telemundo había retomado el programa y se estrenaría en 2025 bajo el título Miss Universe Latina, el reality. El casting tuvo lugar entre noviembre de 2024 y enero de 2025. El 22 de abril de 2025, Jacqueline Bracamontes fue anunciada como conductora del programa. El 12 de mayo de 2025, Alicia Machado y Zuleyka Rivera fueron anunciadas como capitanas de los equipos. El 23 de mayo de 2025, se anunció que el jurado sería conformado por la actriz y cantante Aracely Arámbula, el diseñador de moda David Salomón y el actor Fabián Ríos.
El 16 de junio durante la emisión del programa, Zuleyka Rivera renunció en vivo a la capitanía del equipo Rubí, manifestando desacuerdo con las decisiones del jurado. Dos días después se anunció a la ganadora del concurso Miss Universo 2020, Andrea Meza, como nueva capitana tras la salida de Rivera.

## Candidatas
Las candidatas fueron reveladas durante la primera gala.
| Equipo    | País/Territorio      | Candidata           | Edad | Procedencia      | Resultado         | Ref.   |
| --------- | -------------------- | ------------------- | ---- | ---------------- | ----------------- | ------ |
| Esmeralda | República Dominicana | Yamilex Hernández   | 29   | Nueva Jersey     | Ganadora          | [ 21 ] |
| Rubí      | Puerto Rico          | Génesis Dávila      | 34   | Florida          | Primera finalista | [ 21 ] |
| Rubí      | República Dominicana | Gemmy Quelliz       | 33   | Nueva York       | Segunda finalista | [ 21 ] |
| Rubí      | México               | Andrea Bazarte      | 32   | Texas            | Top 5             | [ 21 ] |
| Rubí      | Cuba                 | Laura Pérez         | 26   | Florida          | Top 5             | [ 21 ] |
| Esmeralda | Puerto Rico          | Ediris Joan         | 29   | Iowa             | Top 8             | [ 21 ] |
| Esmeralda | Cuba                 | Jelly Gilart        | 19   | Florida          | Top 8             | [ 21 ] |
| Rubí      | Venezuela            | Osmariel Villalobos | 36   | Florida          | Top 8             | [ 21 ] |
| Esmeralda | Venezuela            | Isbel Parra         | 31   | California       | 16.ª eliminada    | [ 22 ] |
| Rubí      | República Dominicana | Skarxi Marte        | 22   | Nueva York       | 15.ª eliminada    | [ 23 ] |
| Esmeralda | Argentina            | Natali Rodríguez    | 27   | Florida          | 14.ª eliminada    | [ 24 ] |
| Esmeralda | Venezuela            | Ashley Flete        | 24   | Florida          | 13.ª eliminada    | [ 25 ] |
| Rubí      | México               | Marcela Delgado     | 24   | Texas            | 12.ª eliminada    | [ 26 ] |
| Rubí      | El Salvador          | Andrea Aguilar      | 22   | California       | 11.ª eliminada    | [ 27 ] |
| Esmeralda | México               | Nitza Valdez        | 20   | Texas            | 10.ª eliminada    | [ 28 ] |
| Esmeralda | México               | Elba Mendoza        | 26   | Texas            | 9.ª eliminada     | [ 29 ] |
| Rubí      | México               | Azalia Arredondo    | 28   | Texas            | 8.ª eliminada     | [ 30 ] |
| Rubí      | Venezuela            | Joseline Rodríguez  | 43   | Florida          | 7.ª eliminada     | [ 31 ] |
| Esmeralda | Honduras             | Britthany Marroquín | 22   | Carolina del Sur | 6.ª eliminada     | [ 32 ] |
| Rubí      | Colombia             | Nathalia Tasama     | 25   | Florida          | 5.ª eliminada     | [ 33 ] |
| Esmeralda | Colombia             | Daniela Londoño     | 36   | Georgia          | 4.ª eliminada     | [ 34 ] |
| Esmeralda | República Dominicana | Erelly Martínez     | 24   | Nueva Jersey     | 3.ª eliminada     | [ 35 ] |
| Rubí      | México               | Lidia Venegas       | 36   | California       | 2.ª eliminada     | [ 36 ] |
| Esmeralda | México               | Giselle Burgos      | 27   | California       | 1.ª eliminada     | [ 37 ] |
| –         | México               | Silvia Ledesma      | 27   | California       | Top 30            | [ 38 ] |
| –         | Guatemala            | Debbie Ruiz         | 37   | California       | Top 30            | [ 39 ] |
| –         | Nicaragua            | Nathalya Pedroso    | 22   | Texas            | Top 30            | [ 40 ] |
| –         | República Dominicana | Erika Marchena      | 24   | Florida          | Top 30            | [ 41 ] |
| –         | Colombia             | Daniela Castaño     | 32   | Florida          | Top 30            |        |
| –         | Uruguay              | Fernanda Sosa       | 35   | Florida          | Top 30            | [ 42 ] |